# Донкова, Йорданка
Йорданка Донкова (болг. Йорданка Донкова; род. 28 сентября 1961 года, София, Болгария) — болгарская легкоатлетка, выступавшая в беге на 100 метров с барьерами, олимпийская чемпионка 1988 года и бронзовый призёр Олимпийских игр 1992 года, многократная чемпионка Европы, призёр чемпионата мира. Донкова установила четыре мировых рекорда в 1986 году. Её пятый рекорд, установленный в 1988 году (12,21 сек), являлся мировым рекордом до 2016 года и остаётся рекордом Европы.

## Личная жизнь
В детстве Йорданка пострадала от аварии, в результате которой она потеряла два пальца на правой руке. Йорданка является матерью троих детей — сына Живко, родившегося в 1991 году, и девочек-близнецов, родившихся в 1996 году.

## Основные достижения
| Год  | Турнир                  | Место турнира | Результат | Примечание |
| ---- | ----------------------- | ------------- | --------- | ---------- |
| 1982 | Чемпионат Европы в ЗП   | Милан         | 3         |            |
| 1982 | Чемпионат Европы        | Афины         | 2         |            |
| 1984 | Чемпионат Европы в ЗП   | Гётеборг      | 3         |            |
| 1986 | Чемпионат Европы        | Штутгарт      | 1         | 12.38 CR   |
| 1987 | Чемпионат Европы в ЗП   | Льевен        | 1         |            |
| 1987 | Чемпионат мира в ЗП     | Индианаполис  | 2         |            |
| 1988 | Летние Олимпийские игры | Сеул          | 1         |            |
| 1988 | Чемпионат Болгарии      | Стара-Загора  | 1         | 12.21 WR   |
| 1989 | Чемпионат Европы в ЗП   | Гаага         | 1         |            |
| 1992 | Чемпионат Европы в ЗП   | Генуя         | 3         |            |
| 1992 | Летние Олимпийские игры | Барселона     | 3         |            |
| 1994 | Чемпионат Европы в ЗП   | Париж         | 1         |            |
| 1994 | Чемпионат Европы        | Хельсинки     | 3         |            |